# Dietzenschmidt
Dietzenschmidt, geb. als Anton Franz Schmid (nicht Schmidt), als Dichter stets ohne Vornamen nur Dietzenschmidt genannt (* 21. Dezember 1893 in Teplitz, Österreich-Ungarn; † 17. Januar 1955 in Esslingen am Neckar) war ein deutscher Dramatiker, der für die Berufs- und Laienbühne das religiöse Drama mit Ausdrucksmitteln der Neuzeit belebte.

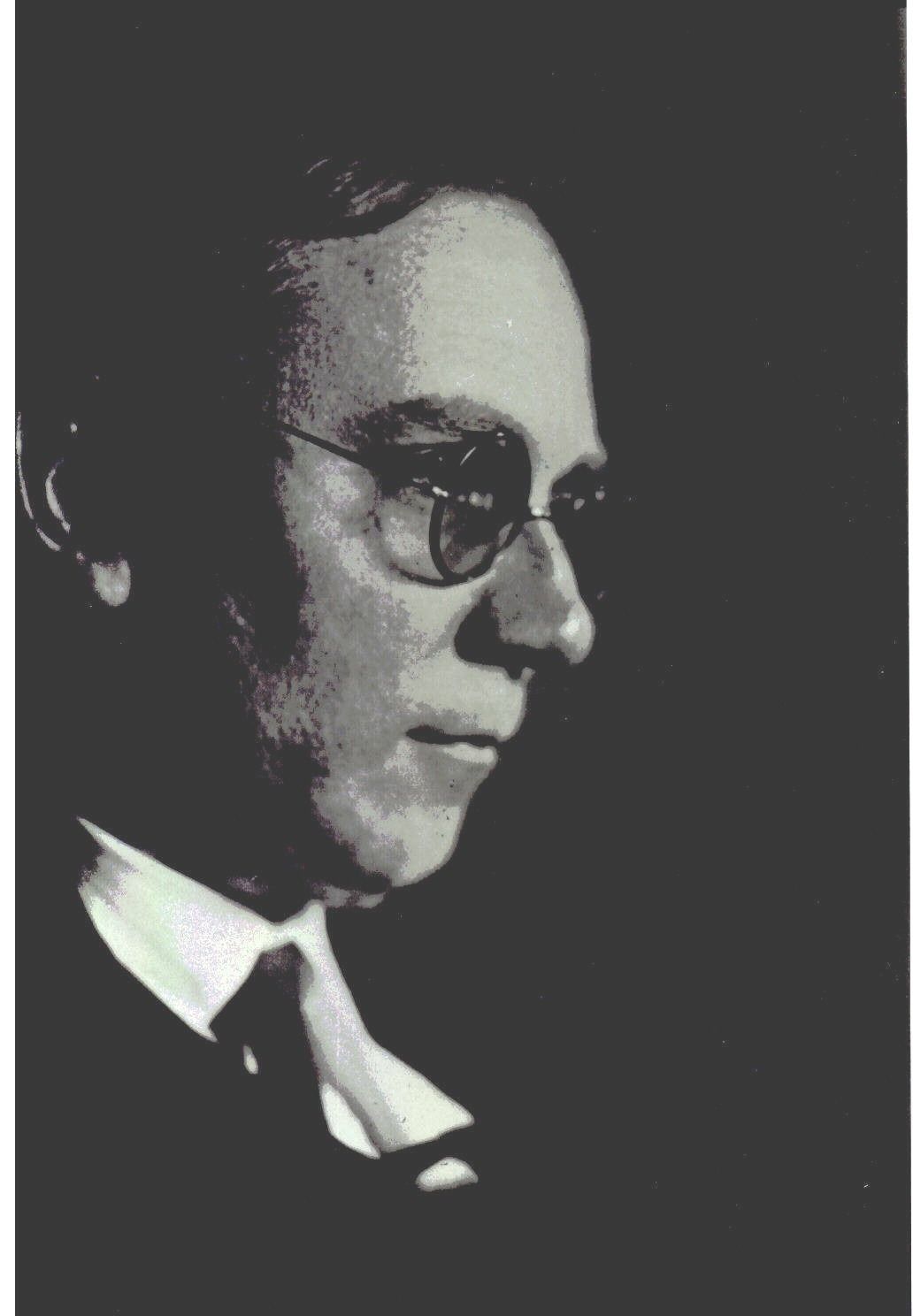
Dietzenschmidt etwa 1930

## Lebenslauf
Dietzenschmidt wurde 1893 in Teplitz als Sohn des Buchhalters Franz Schmid und dessen Ehefrau Albina Maria Förster geboren. Er lebte ab 1913 in Berlin und ließ seinen Künstlernamen Dietzenschmidt 1927 als bürgerlichen Namen anerkennen. Ab 1941 lebte er in Baden (Freiburg, Bonndorf im Schwarzwald). Zugleich behielt er von Kindheit an bis zur Vertreibung 1945 seinen Wohnsitz in Böhmen (zunächst Brüx, später Karlsbad).
Dietzenschmidts Vorfahren gehören zu den Deutschen, die im zwölften Jahrhundert, der Einladung des damaligen Königs folgend, „aus Schwaben“ in die Randgebiete Böhmens eingewandert sind. Meist einfache Leute: Häusler, Bauern, Handwerker. Dietzenschmidts Vater hatte sich als Hutmacher zum Fabrikanten emporgearbeitet. Beide Eltern des Dichters starben in seinem siebzehnten Lebensjahr. Das eigene Leben des Heranwachsenden war durch die damals noch fast unheilbare Tuberkulose stark gefährdet. Ärzten der Universität Prag gelang mit dem kurz zuvor entdeckten Arsphenamin die Heilung, das Herz freilich blieb auf Dauer geschwächt, mit flächigen Narben im Gesicht und einer Lähmung des linken Beines blieb auch der Genesene für immer ein sichtbar Gezeichneter.
Eine Nahtod-Erfahrung während dieser Zeit (wie sie seitdem auch von vielen Anderen berichtet worden ist), das Erleben einer Phase tiefsten Friedens und unbedingter Einheit mit Allem machte den religiösen Skeptiker zum Gottsucher. Sein innerer Weg führte vorwiegend durch die mystischen Zweige der großen Weltreligionen, „bis dann die überquellende, wogende Vielfalt der mystischen Ströme mündete in den stillen, ruhenden, sonnen- und gottbeglänzten See klaren, reinen Wassers: der alle Mystik in demütiger Einfachheit, bedingungsloser Liebe und gottmenschlicher Ehrfurcht umfassenden Frohbotschaft Christi“ (Zitat aus Dietzenschmidts Selbstbiographie von 1953). Fortan lebte er ganz der Berufung und Pflicht, die erlösende Einsicht auch anderen Menschen zu vermitteln. Sein Wahlspruch damals: „Mein Amt sei Liebe. Aller Amt sei Liebe.“
Als Medium seiner Verkündung erkannte er das Drama: Erörtern von Schicksalen und Spannungen in gegenwärtigem Geschehen auf der Bühne. Seine oft derbe Diesseitsdarstellung verweist stets auf eine Kraft und Macht jenseits des Fasslichen, die Alles, was ist, erschafft, gestaltet und letztlich birgt.
Um die Jahrhundertwende hatten sich Jugendbewegung und Lebensreform von erstarrten Lebens-Formen und -Inhalten der vorangegangenen Epoche abgekehrt. Diese Erneuerung haben damals auch religiöse Vereinigungen aufgenommen, so der Bühnenvolksbund im deutschen Reich und die deutschböhmischen Jugendvereinigungen. Zu ihren geistigen Führern gehörte Dietzenschmidt. Seine Auffassung von menschlicher Schuld und göttlicher Gnade (Kern des religiösen Dramas) beruhte auf persönlichem Erleben und stand keineswegs immer im Einklang mit der Lehre der Amtskirche. Die Jugendlichen und jungen Erwachsenen in Böhmen jedoch, mit denen er Laien- und Stegreifspiele gestaltete und mit denen er nach Vorträgen zu diskutieren hatte, verstanden seine Art religiöser Dialektik und nahmen sie an, ebenso die Leiter dieser Gruppen.
Lyrische Texte Dietzenschmidts gestalten (mitunter intimes) erotisches, religiöses und auch historisches Erleben in herkömmlicher Form. Er hat solche Gedichte aber nur nebenher oder gar nicht veröffentlicht.
Dem nationalsozialistischen Regime war Dietzenschmidt wegen seiner Themen aus jüdischer und christlicher Überlieferung als Bühnenautor unerwünscht. Immerhin durfte er nach 1933 noch Kunstberichte schreiben für das Berliner Tageblatt bis zu dessen Schließung Ende Januar 1939. Danach war er freier Schriftsteller, unterstützt von dem Freiburger Erzbischof Conrad Gröber. Dietzenschmidt war Mitglied der Reichsschrifttumskammer. Die Notzeit nach dem Ende des Krieges überstand er mittellos und entkräftet. Seine Fähigkeiten bewies er ein letztes Mal, als er zur Verleihung des Stadtrechtes der Gemeinde Bonndorf im Schwarzwald, 1951 ein Festspiel verfasste und die Aufführung mit erwachsenen Laienspielern gestaltete. Abgesehen davon schaffte er trotz zahlreicher Pläne als Künstler keinen Neubeginn. Seit 1945 haben nur noch vereinzelt Jugendgruppen Stücke von Dietzenschmidt aufgeführt.

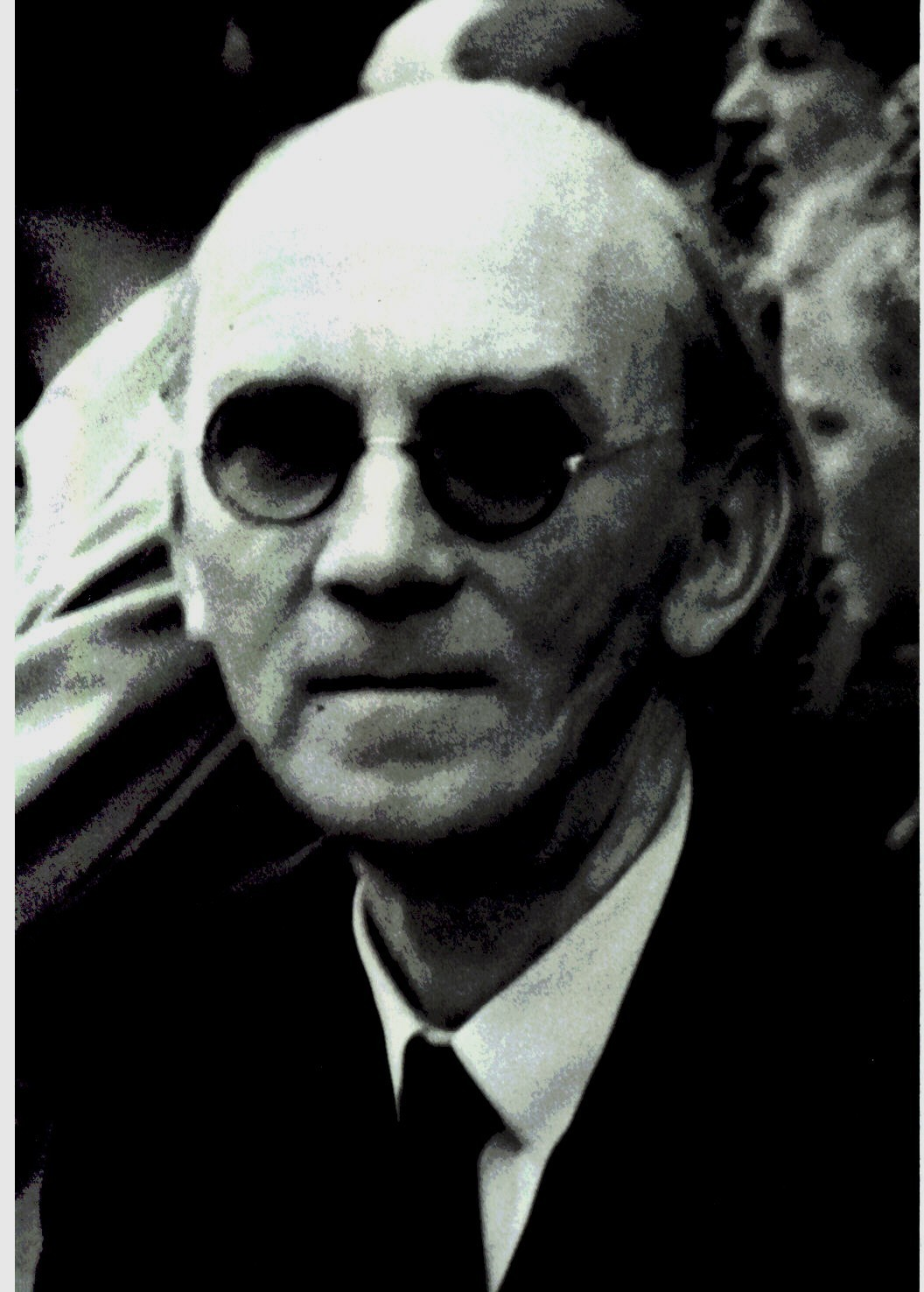
Dietzenschmidt 1951

## Leistungen
1919 erhielt Dietzenschmidt zusammen mit Kurt Heynicke den Kleist-Preis. Seit 1921 war er Mitglied des Kunstrates der Kleist-Stiftung in Berlin. In den 1920er Jahren war er als katholischer Theaterautor im gesamten deutschen Sprachraum erfolgreich. 1928 erhielt er den 
Tschechoslowakischen Staatspreis für deutsche Dichtung. Seit 1926 hielt er Vorträge und leitete Laienspielgruppen bei Werkwochen des Reichsbundes der deutschen katholischen werktätigen Jugend in Böhmen, in der Grenzland-Volkshochschule „Heimgarten“ des Quickborn in Neisse-Neuland und bei der katholischen Jugend der Deutschen in Polen. 1930 war er Mitgründer und Vorstandsmitglied der Sudetendeutschen Kultur-Gesellschaft (Berlin), die bis zum Münchner Abkommen 1938 mit Ausstellungen, Vorträgen und Konzerten auf sudetendeutsches Kulturschaffen aufmerksam machte. 1933 bis Anfang 1939 war er Mitarbeiter beim Berliner Tageblatt (Chefredakteur zeitweise Paul Scheffer, Feuilletonredakteur Paul Fechter).

## Werke

### Dramen
- Die Vertreibung der Hagar. Ein Trauerspiel. Berlin: Oesterheld & Co. Verlag, 1916.
- Jeruschalajims Königin. Eine Tragödie. Berlin: Oesterheld & Co. Verlag, 1919.
- Kleine Sklavin. Eine Tragikomödie in vier Aufzügen. Berlin: Oesterheld & Co. Verlag, 1918. Uraufführung in Berlin mit Ida Orloff in der Titelrolle. Auch verfilmt.
- Christofer. Ein groß und schön Legendenspiel. Würzburg: Patmos, 1920. Uraufführung in Königsberg, Intendant Richard Rosenheim, Titelrolle Robert Müller.
- Die Sanct Jacobsfahrt. Eyn Legendenspiel in drey Aufzügen. Berlin: Oesterheld & Co. Verlag, 1920. Vorlage für die Oper „Die Jakobsfahrt“ von Fidelio F. Finke.
- Die Nächte des Bruder Vitalis. Drama in drei Akten. Berlin: Oesterheld & Co. Verlag, 1922.
- Mariens siebente Herrlichkeit. nach einem mittelniederländischen Spiel aus dem 15. Jahrhundert in fünf Akten. Frankfurt am Main: Verlag des Bühnenvolksbundes, 1924.
- Regiswindis. Ein Spiel in drei Aufzügen. Frankfurt am Main: Verlag des Bühnenvolksbundes, 1924.
- Verfolgung. Ein Albdruck in sieben Stationen. Stuttgart: Deutsche Verlagsanstalt, 1924.
- Vom lieben Augustin. Volkskomödie mit Musik, Gesang und Tanz in 3 Akten. Berlin: Oesterheld & Co. Verlag, 1925. Uraufführung in Kassel, Intendant Paul Bekker, Bühnenmusik Ernst Krenek.
- Mord im Hinterhaus. Drei Akte. Berlin: Oesterheld & Co. Verlag, 1927 (nicht 1917). Uraufführung als „Hinterhauslegende“ im Staatstheater Berlin unter Leopold Jessner mit Alexander Granach und Veit Harlan.

Szenenfoto "Der Verräter Gottes" Uraufführung am Stadttheater Aussig 1930

- Der Verräter Gottes. Vier Akte. Berlin: Oesterheld & Co. Verlag, 1929. Stück über Judas Ischariot.
- Hodie scietis, quia veniet Dominus! Heute werdet Ihr erfahren, daß der Herr kommt. Eine volksliturgische Spielfeier. Berlin-Südende: Volkschaft-Verlag für Buch, Bühne und Film, 1934.
- Bonndorf, mein Bonndorf ... ! Bonndorfs Gang durch die Geschichte: Ein Festspiel. Bonndorf im Schwarzwald: Beschle o. J. ((C) Dietzenschmidt 1951). Wiederdruck Bonndorf im Schwarzwald: Stadt Bonndorf im Schwarzwald, 1991. ISBN 3-925016-84-8.

### Prosa
- König Tod. Novellen und Legenden. Berlin: Oesterheld & Co. Verlag, 1918
- Die Flucht und Kinderkreuzzug. Zwei Erzählungen. Berlin: Düwell & Franke, 1932.
- Hunderte Kunstberichte für das Berliner Tageblatt.